# Servizi online per PlayStation 2
Alcuni titoli per la console di gioco PlayStation 2 sono stati sviluppati con servizi di gioco online o varie funzioni di rete implementati. Essi offrono sessioni online gratuite con l'uso di cavi ethernet e, in base al modello della console, un adattatore di rete. Non avendo mai avuto un nome ufficiale, viene spesso riferito dai fan come PS2 Network Play, PS2 Network Gaming oppure PS2 Online.

## Storia
Il servizio online è stato lanciato nel luglio 2001 in Giappone, nell'agosto 2002 in Nord America e nel giugno 2003 in Europa. Sui modelli Slim, una porta Ethernet è già integrata nella console. Alcuni giochi consentivano anche il gioco online utilizzando una connessione dial-up (solo in America) o il gioco in LAN collegando due adattatori di rete/console slim insieme direttamente con un cavo Ethernet o tramite lo stesso router.
Sony non ha sviluppato un servizio online unificato come Xbox Live per PlayStation 2. Le sezioni multigiocatore online sui titoli PS2 erano sotto la responsabilità degli sviluppatori del gioco. Tuttavia, i successivi giochi online per PS2 richiedevano l'autorizzazione della console tramite il Dynamic Network Authentication System (DNAS), un server di Sony usato per diagnosticare obbligatoriamente problemi e presenze di chip e modifiche su console come sistema anti-pirateria prima di consentire l'accesso al server di gioco. Esistono anche server non ufficiali, facilmente usufruibili configurando un DNS personalizzato per connettersi a un server di terze parti. I giochi online più recenti per PS2 sono stati sviluppati per supportare esclusivamente l'uso della connessione Internet a banda larga.
L'ultimo server online ufficiale fu per Final Fantasy XI, chiuso il 31 marzo 2016, e a seguire anche il server DNAS fu chiuso qualche giorno dopo, il 4 aprile, rendendo inaccessibili vari server di altri giochi, ad eccezione di quelli sviluppati prima del DNAS come Tribes Aerial Assault e Tony Hawk's Pro Skater 3. Nonostante il server DNAS sia chiuso, esistono ancora diversi server creati dai fan; la maggior parte dei giochi richiedono patch per aggirare il DNAS obbligatorio prima di connettersi, con alcune eccezioni come Call of Duty 3 e Need for Speed: Underground.

## Adattatore
Per i primi modelli della console PlayStation 2, spesso chiamati Fat, è necessario un adattatore di rete per il gioco online e l'uso di un disco rigido. Tutte le versioni dell'adattatore hanno una porta Ethernet, ma alcune versioni nordamericane dispongono anche di una porta per la linea telefonica per la connessione dial-up. Le versioni Slim hanno una porta Ethernet integrata, rendendo l'adattatore di rete obsoleto e l'utilizzo del disco rigido quasi impossibile.
Per giocare online è necessario possedere un file di salvataggio per la configurazione della connessione di rete, unica per console dato che il file verrà assegnato all'indirizzo MAC della console stessa. Per configurare la rete, è possibile usare il disco di avvio di rete ufficiale fornito con l'adattatore di rete oppure utilizzando uno dei tanti giochi con l'utilità incorporata, come Resident Evil Outbreak.

## Giochi

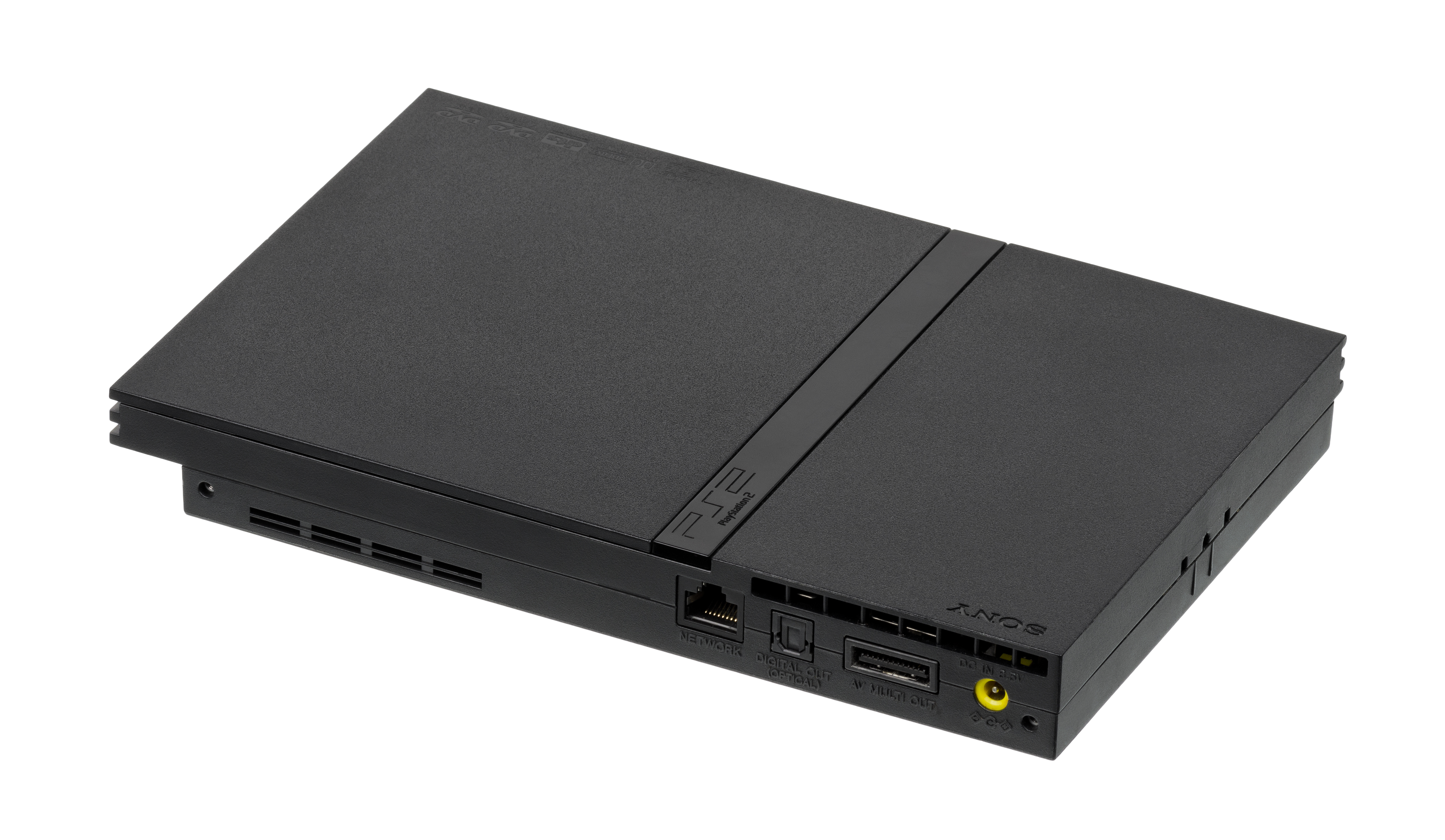
Una PlayStation 2 Slim con porta Ethernet integrata.

PlayStation 2 vanta di una moderata libreria di giochi online. Alcuni di essi hanno implementato funzioni che oggigiorno sono comuni in termini di gioco online. Un esempio è Final Fantasy XI, pubblicato nel 2002, il primo gioco per console in assoluto a offrire il gioco in cross-platform, permettendo ai giocatori su PlayStation 2 di giocare insieme ai giocatori su PC. Un altro esempio è SOCOM: US Navy SEALs, uno dei primi videogiochi a consentire la chat vocale su una console durante le partite in rete.

### Compatibilità
Nelle regioni PAL, i giochi che supportano il multigiocatore online mostrano un logo "CON GIOCO IN RETE" sulla copertina. Nelle regioni NTSC presentano un'icona "Online" nell'angolo in basso a destra della copertina, e se il gioco non supportava connessioni dial-up, in aggiunta si trovava scritto anche "solo banda larga".

### LAN tunneling
Oggigiorno quasi tutti i server sono stati chiusi. Tuttavia, alcuni programmi per computer come XBSlink, SVDL e XLink Kai consentono agli utenti di giocare online con alcuni giochi PS2 utilizzando una configurazione di rete che simula una rete LAN mondiale.